# Гордовенко Михайло Васильович
Гордовенко Михайло Васильович (3 січня 1940, м.Сквира, Білоцерківський район, Київська область, Україна — 16 жовтня 2021)  — бригадир гірників очисного вибою шахта «Краснолиманська».

## Біографія
Освіта: Родинське гірниче ПТУ (1974), комбайнер-машиніст.
Навчався в ПТУ (м. Донецьк), працював на шахті «6-а капітальна». З 1965 — учень кріпильника з ремонту, з 11.1966 — кріпильник з ремонту гірничих виробок, з 1975 — гірник очисного вибою, шахта "Краснолиманська".

## Відзнаки
- Відзнака Президента України «Герой України» з врученням ордена Держави (21 серпня 1999) — за досягнення найвищих у галузі показників видобутку вугілля, багаторічну самовіддану шахтарську працю[3]
- Знак «Шахтарська доблесть» III ст.
- Знак «Шахтарська слава» III, II, I ст.